# Clotilde von Derp
Clotilde von Derp, nombre artístico de Clotilde Margarete Anna Edle von der Planitz (5 de noviembre de 1892 - 11 de enero de 1974), fue una bailarina expresionista alemana, una de las primeras exponentes de la danza moderna. Su carrera transcurrió esencialmente bailando junto a su marido Alexander Sakharoff, con quien mantuvo una relación duradera.

## Primeros años
Nacida en Berlín, Clotilde fue hija del mayor Hans Edler von der Planitz (1863-1932) de Berlín y de Margarete von Muschwitz (1868-1955). El 25 de enero de 1919 se casó con Alexander Sakharoff, bailarín, profesor y coreógrafo ruso.

## Carrera
De niña en Múnich, Clotilde soñaba con convertirse en violinista, pero desde muy temprana edad reveló su talento como bailarina. Después de recibir clases de ballet de Julie Bergmann y Anna Ornelli en la Ópera Estatal de Baviera (ópera de Múnich), dio su primera actuación el 25 de abril de 1910 en el Hotel Union, con el nombre artístico de Clotilde von Derp. El público quedó cautivado por su impresionante belleza y su gracia juvenil. Max Reinhardt la presentó en el papel principal en su pantomima Sumurûn, que tuvo un gran éxito durante una gira en Londres. En 1913 se exhibió una foto suya del fotógrafo Rudolf Dührkoop en la Royal Photographic Society. Clotilde era miembro del radical Der Blaue Reiter, que había sido iniciado por Wassily Kandinsky en 1911.

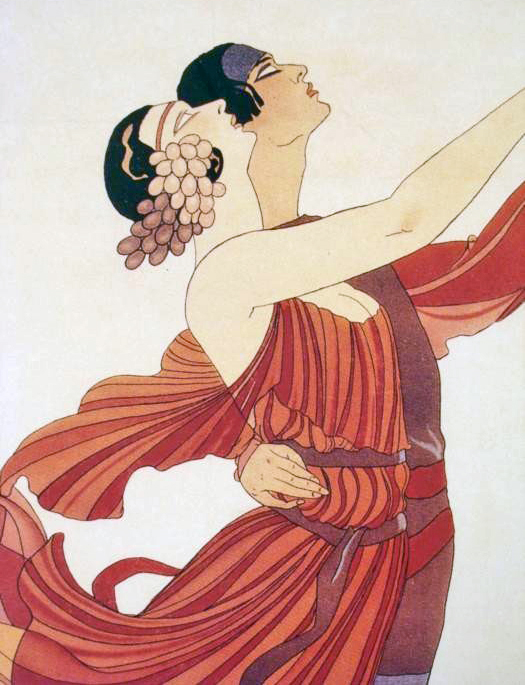
Alexander Sakharoff y Clotilde von Derp de George Barbier.

Entre sus admiradores se encontraban artistas como Rainer Maria Rilke e Yvan Goll. Para sus presentaciones de danza suiza, Alexej von Jawlensky le aplicó un maquillaje que se parecía a sus retratos abstractos. A partir de 1913, Clotilde apareció con el bailarín ruso Alexander Sacharoff, con quien se mudó a Suiza durante la Primera Guerra Mundial. Tanto Sacharoff como Clotilde eran conocidos por sus vestuario de travestismo[3] y se decía que la feminidad de Clotilde se veía acentuada por el atuendo masculino. Sus trajes adquirieron un aspecto griego antiguo que utilizó en Danseuse de Delphes en 1916. Se decía que su estilo era elegante y más moderno que el de Isadora Duncan. Sus extravagantes trajes incluían pelucas hechas de metal plateado y dorado, con sombreros y trajes decorados con flores y frutas de cera.
Se casaron en 1919 y, con el apoyo financiero de Edith Rockefeller McCormick actuaron en la Metropolitan Opera de Nueva York, pero sin gran éxito. Vivieron en París hasta la Segunda Guerra Mundial. Con el nombre «Les Sakharoff». Su póster de 1921 de George Barbier para dar a conocer su obra fue visto como una "«pareja andrógina mutuamente complementaria», «unida en la danza»", unida en un acto de «creación artística».
Hicieron una gira por China y Japón, que tuvo tanto éxito que regresaron en 1934. Ellos y sus extravagantes trajes visitaron tanto Norteamérica como Sudamérica. Se encontraron en España cuando Francia fue invadida por Alemania. Regresaron a Sudamérica estableciendo su nueva base en Buenos Aires hasta 1949. Al año siguiente hicieron una gira por Italia y aceptaron la invitación de Guido Chigi Saracini para enseñar en Roma. Enseñaron en la Accademia Musicale Chigiana de Siena para Saracini y también abrieron su propia escuela de baile en Roma. Ella y Sakharoff dejaron de bailar juntos en 1956. Clotilde dio y vendió muchos de sus escritos y trajes, que aún se conservaban, a museos y subastas. Finalmente vendió el icónico cuadro de su marido obra de 1909 de Alexander Jawlensky. En 1997, el German Dance Archives de Colonia compró muchos artículos restantes y tiene 65 trajes, cientos de diseños de escenografía y vestuario y 500 fotografías.

## Valoración
A diferencia de su marido, a Clotilde le gustaba la música moderna, elegía frecuentemente música melancólica de contemporáneos como Max Reger, Florent Schmitt e Igor Stravinsky. Sus ojos inquietantes y sus delicada sonrisa daba la impresión de que le gustaba exhibir su cuerpo voluptuoso finamente vestido, incluso cuando llegó a los cuarenta años. Fue particularmente especialista en la interpretación del Preludio a la siesta de un fauno de Claude Debussy. Hans Brandenbourg afirmó que su técnica de ballet era superior a la de Alexander, aunque no la consideraba una virtuosa. Clotilde se movía de forma más independiente de la música, bailando con la impresión que creaba en su mente y no seguía el ritmo.